# عبد الوهاب البشري
عبد الوهاب البشري مهندس عسكري مصري، كان وزير الحربية في مصر من (1962 - 1966) في الوزارة التي كان يرأسها علي صبري. ثم خلال الفترة من (1967 - 1967)، كان يشغل منصب نائب وزير الحربية لشئون الإنتاج الحربي.
وخلال تولي البشري لوزارة الدفاع احتفظ المشير عبد الحكيم عامر بمنصبي القائد العام للقوات المسلحة ونائب رئيس الجمهورية. وكان عامر يمارس سلطاته على القوات المسلحة بأجهزتها وأفرعها وتشكيلاتها المختلفة، باعتباره القائد العام، وانحصرت صلاحيات المهندس عبد الوهاب البشري في الإشراف على مؤسسة المصانع الحربية، التابعة للهيئة المصرية العامة لمصانع الطائرات، التابعة لوزارة الحربية.
وفي 25 مارس 1964، صدر قرار جمهوري، بتعيين المشير عبد الحكيم عامر في منصب النائب الأول لرئيس الجمهورية والقائد العام للقوات المسلحة، واستمر المهندس عبد الوهاب البشري وزيراً للحربية من 1 أكتوبر 1965 وحتى 10 سبتمبر 1966، في الوزارة التي رأسها زكريا محيي الدين.

## تكريمه
يوجد شارع باسمه، شارع محمد عبد الوهاب البشري، في حي شيراتون المطار، بشرق القاهرة.